# Смодна
Смо́дна — село Косівського району Івано-Франківської області. Входить до складу Косівської міської громади.
Село Смодна (колишня назва — Смодне) розташоване на річці Рибниця.
Історична дата утворення 1318 р.

## Географія
Розміщено в низькогірній кліматичній курортній зоні, в долині річки Рибниці на південно-східному відрозі Карпат. Висота над рівнем моря 415—420 м.
Межа території села на півночі проходить по річці Рибниці, де село межує з містом Косовом та с. Старий Косів. На півдні з с. Черганівкою. З заходу межує з м. Косовом, на сході з с. Кобаки.
Відстань до районного центру м. Косова від центру села близько 5 км. Відстань до найближчої залізничної станції Вижниці 10 км.
Присілки: Приски, Місенева гора, Долина, Панська долина. За національним складом на території в основному проживають українці.
Загальна земельна площа — 345,5 га, лісів — 254,1 (мішані). Фонд земельного запасу — 39,1 га: сінокоси — 11,4 га, пасовища — 8,7 га, сади — 20 га.
На території санаторію «Косів» знаходиться паркова зона відпочинку з рідкісними породами кущів та дерев. (Див. також Дендропарк ім. А. Тарнавського).

## Історія
Село засноване в 1318 році.

## Населення

### Мова
Розподіл населення за рідною мовою за даними перепису 2001 року:
| Мова       | Кількість | Відсоток |
| ---------- | --------- | -------- |
| українська | 1845      | 99.62%   |
| російська  | 5         | 0.27%    |
| білоруська | 1         | 0.06%    |
| польська   | 1         | 0.05%    |
| Усього     | 1852      | 100%     |

## Сучасність
- Смоднянська загальноосвітня санаторна школа-інтернат І-ІІ ступенів.

## Пам'ятки історії, культури, природи
- Церква Якима і Анни, XVIII ст., побудована в 1841 р. Церква дерев'яна, трибання, хрестоподібна, з опасанням на вінцях зрубів, належить до ПЦУ. Настоятель митрофорний протоієрей Михайло Ганущак.[2][3]
- Парк санаторію «Косів»; архітектурні споруди цього закладу.

## Вихідці села Смодна
- Данко Руслан Дмитрович (1990—2024) — старший лейтенант Збройних сил України, учасник російсько-української війни, Герой України (посмертно).
- Василь Лукашко — лауреат Державної премії імені Шевченка за художнє оформлення  Івано-Франківського музично-драматичного театру імені І. Я. Франка.
- Гнатківська Дарія Омелянівна — визначка діячка ОУН, учасниця Варшавського процесу.
- Оксана Бейсюк — керамік, лауреат Державної премії імені Катерини Білокур заслужений майстер народної творчості України.
- Ходан Богдан — член Спілки Художників України заслужений майстер народної творчості України.
- Василь Шкурган — письменник лауреат літературної премії «Князь роси» імені Тараса Мельничука, член спілки письменників України.
- Ярослав Ходан — заслужений майстер спорту з класичної боротьби.
- Горльчук Марія Василівна — лікар-хірург вищої категорії, кандидат медичних наук, доцент, відмінник охорони здоров'я.
- Мирослав Лаюк — український поет;
- Михайло Атаманюк (* 1938) — український науковець, кардіохірург, доктор медичних наук.